# 이스트위컴

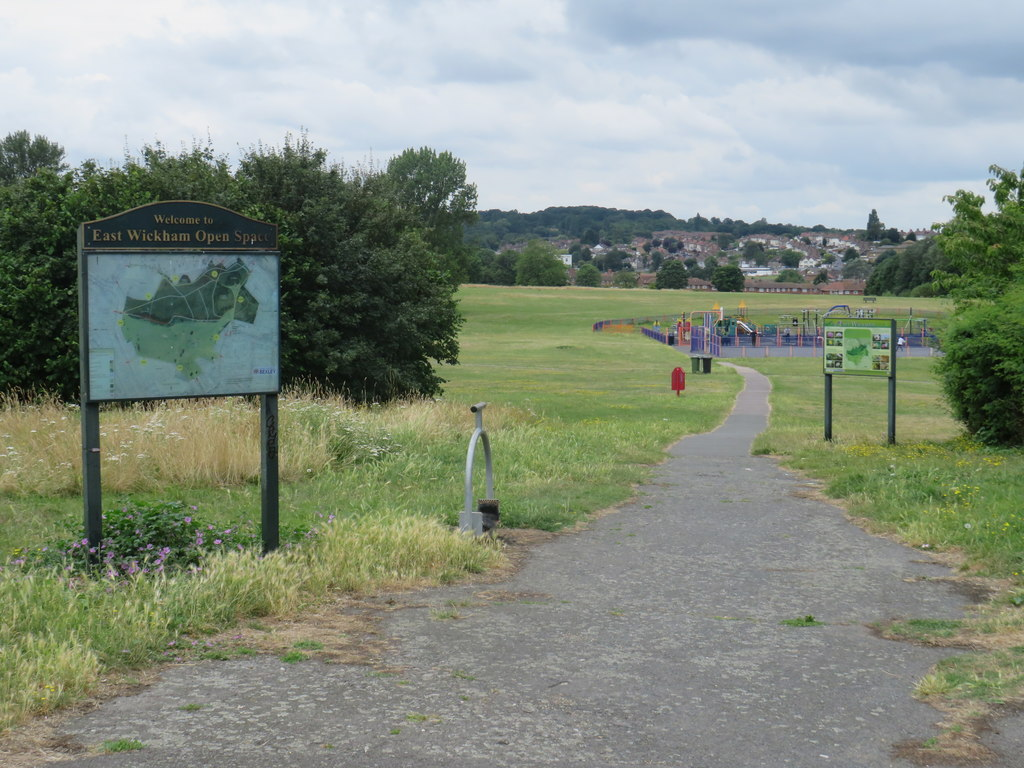

이스트위컴(영어: East Wickham)은 잉글랜드 런던의 남동쪽에 위치한 구역이다. 벡슬리구에 소속되어 있다. 웰링의 북쪽, 슈터스힐의 동쪽, 플럼스테드의 남쪽, 애비우드의 남서쪽, 웨스트히스의 서쪽에 있으며, 채링크로스와는 동남동쪽으로 10.5 마일(16.9km) 떨어져 있다. 1965년 그레이터런던이 만들어지기 전까지 이스트위컴은 켄트주에 속해 있었다.

## 역사
이름은 라틴어 'vicus'의 변형으로 추측되며, 1284년 'Estwycham'이라는 표기로 처음 기록됐다. 이스트는 웨스트위컴과 구별하기 위해 추가된 것이며, 이스트위컴과는 남서쪽에서 어느 정도 떨어진 곳에 위치한다.
웰링은 원래 어퍼 위컴 레인에 위치한, 13세기에 지어진 세인트 미카엘 교회를 중심으로 한 이스트위컴의 고대 장원 일부였다. 1086년에 쓰인 둠스데이 북에 따르면 이스트위컴은 플럼스테드의 성 세인트 니콜라스 교회의 예배당으로, 원래 플럼스테드에 속해 있었다. 1854년 시민 교구가 되었고, 1894년부터 다트포드 지방부의 일부가 됐다. 1902년 10월 1일 벡슬리 시구에 흡수되었다. 20세기 초까지는 대부분 시골 지역이었으며, 1916년부터 대규모 주택 건축이 시작됐다.

## 교통
이스트위컴과 런던을 잇는 버스로는 웰링, 엘텀, 벡슬리히스, 플럼스테드, 울위치, 애비우드, 노스 그리니치, 템즈메드, 다트포드 등이 있다. 가장 가까운 철도는 웰링역이다.

## 유명인
- 케이트 부시 - 싱어송라이터[1]